# 脇田本町
脇田本町（わきたほんちょう）は、埼玉県川越市の町名。丁番のない単独町名である。郵便番号は350-1123。

## 地理
脇田本町は川越市の中央に位置し、同市の中心駅である川越駅（一部）などがある。東に脇田町、北に中原町、西に東田町、南に新宿町や菅原町とそれぞれ接する。

### 地価
住宅街の地価では2016年（平成28年）の公示地価によれば、脇田本町9番5外の地点で27,300（円/m2）となっている。

## 歴史
- 1965年（昭和40年）2月1日　-　町名地番整理の実施に伴ない、大字新宿、大字脇田の各一部より脇田本町が成立する[6]。

（川越市の町名も参照）

## 世帯数と人口
2017年（平成29年）10月1日現在の世帯数と人口は以下の通りである。
| 町丁     | 世帯数    | 人口    |
| -------- | --------- | ------- |
| 脇田本町 | 1,450世帯 | 2,777人 |

## 小・中学校の学区
市立小・中学校に通う場合、学区は以下の通りとなる。
| 番地            | 小学校             | 中学校               | 備考                 |
| --------------- | ------------------ | -------------------- | -------------------- |
| 17〜20 28〜36-7 | 川越市立中央小学校 | 川越市立富士見中学校 |                      |
| その他          | 川越市立仙波小学校 | 川越市立城南中学校   | 一部に特認地区があり |

## 交通
- 町内の東側にはJR東日本川越線と東武東上線の川越駅があるが、町域内に入っているのは西口側の川越線側の川越駅であり、東上本線側の駅の一部のホームも町域内に入っている（東上線の川越駅構内や東口などの正式な所在地は隣の脇田町である）。そのJR川越線と東武東上線は共に町域北東側に沿って貫いている。この他に西武新宿線も町域北西側に沿いながら通過しているが西武線の駅はこの町内にはなく、北の新富町に本川越駅が存在する。なお、その西武新宿線側とJR川越線・東武東上線側との立体交差する箇所が、町域最北部に存在する。

- バス路線について町域内には川越駅西口側のバスターミナルが存在する。川越駅東口側のターミナルは隣の脇田町内である。西口側のターミナルには路線バスでは西武バスやイーグルバスの他、コミュニティバスである川越シャトルや高速バス、空港連絡バス、そして川越市付近の私立高等学校へ行く一部のスクールバス等が西口を発着している。行き先や乗り場などについては川越駅#路線バスを参照。

- 道路については特に国道や埼玉県道がこの町内には通っていない。ただ、近くを通る国道16号（西の脇田新町や新宿町など）や本川越駅へ向かう埼玉県道229号本川越停車場線（新富町など）など各道路へ連絡するそれぞれの通り道が、この町内の西口バスターミナルなどから繋がっている。

## 施設
川越駅周辺を中心に数多くの商業施設や民間施設が立地する。
- 川越駅（JR川越線側）
- ルミネ川越店
- 川越ロフト
- 埼玉縣信用金庫川越支店
- U_PLACE
  - 日本年金機構川越年金事務所
  - 川越市民サービスステーション
  - 埼玉りそな銀行川越支店・川越南支店
- 群馬銀行川越支店
- 足利銀行川越支店
- 三井住友海上火災保険埼玉西支店
- 川越警察署川越中央交番
- 埼玉医科大学かわごえクリニック
- エスプリライン本社